# Kerk van het Apostolisch Genootschap (Tilburg)
De Kerk van het Apostolisch Genootschap is een apostolisch kerkgebouw in de Noord-Brabantse stad Tilburg. Het gebouw is gelegen aan de Conservatoriumlaan 175.

## Geschiedenis
Vanaf 1927 bestond in Tilburg de Hersteld Apostolische Zendingkerk. In 1951 kwam hier het Apostolisch Genootschap uit voort. In 1965 werd een kerk ('plaats van samenkomst') betrokken aan de Conservatoriumlaan 175. Dit betrof een gebouw zonder toren met schuine daken, ontworpen door J.D. van Arkel. In 2010 werd een nieuw gebouw op dezelfde plaats in gebruik genomen, waarbij het voorgaande gebouw gesloopt werd. Vooral een ontmoetingsruimte werd in het nieuwe gebouw gerealiseerd. 
Anno 2010 telde de Apostolische gemeenschap in Tilburg ongeveer 200 leden.